# Fresnillo
Fresnillo de González Echeverría is een stad in de Mexicaanse deelstaat Zacatecas. Fresnillo is de hoofdplaats van de gemeente Fresnillo en heeft 110.892 inwoners (census 2005).
De stad ligt aan een weg- en snelwegknooppunt in een mijnbouwstreek. In Fresnillo bevindt zich de Mina Proaño, een van 's werelds grootste zilvermijnen. De stad wordt bezocht door pelgrims vanwege de Santo Niño de Atocha, een heilig beeld dat uit Spanje is overgekomen. Fresnillo is gesticht door Francisco de Ibarra in 1554.
Fresnillo is de geboorteplaats van de componist Manuel Ponce.